# George Hamilton (színművész)
George Stevens Hamilton IV (Memphis, Tennessee, USA, 1939. augusztus 12. – ) Golden Globe-díjas amerikai film- és televíziós színész, zenei és filmproducer. Egyik ismert szerepe B.J. Harrison jogtanácsos, Francis Ford Coppola rendező A Keresztapa III. című 1990-es filmjében.

## Élete

### Származása, gyermekkora
A Tennessee állambeli Memphisben született. Édesapja George „Spike” Hamilton (1901–1957) zenész, zenekarvezető, dalszerző volt. Édesanyja Ann Stevens volt, „Spike” Hamilton második felesége, akivel 1937-ben házasodtak össze. Ebből a házasságból két fiú született, az ifjabb George és öccse, David Hamilton. Ann Stevensnek is ez volt második házassága, előző férje William Potter volt.
„Spike” Hamilton első felesége Patricia O’Brien volt, akivel 1925 februárjában házasodtak össze, és egy közös fiuk született, David és George féltestvére.
Kisgyermekkorában George a szüleivel az Arkansas állambeli Blytheville-ben élt. „Spike” és Ann Stevens házassága 1943-ig tartott ki, azután a szülők elváltak.
1945 elején az apa, „Spike” Hamilton 44 éves korában harmadszor is megnősült. June Rose Howardot (1925–2017), „Spike” együttesének húszéves énekesnőjét vette feleségül.

2008-ban kiadott Don’t Mind if I Do című önéletrajzában George Hamilton leírta, hogy szexuális viszonyba került mostohaanyjával, June Howarddal, először 1951-ben, tizenkét éves korában, amikor Manhattanben nyaralt Howardnál, aki ekkor az Elizabeth Arden kozmetikai cégnél dolgozott New Yorkban. Évekkel később, már felnőttként Hamilton ismét intim viszonyba keveredett June Howarddal.
Saját későbbi sajtónyilatkozatai szerint apja sohasem szerzett tudomást viszonyukról.
Hamilton a New York állambeli Tarrytownban járt középiskolába. 1957-ben érettségizett.

### Színészi pályája

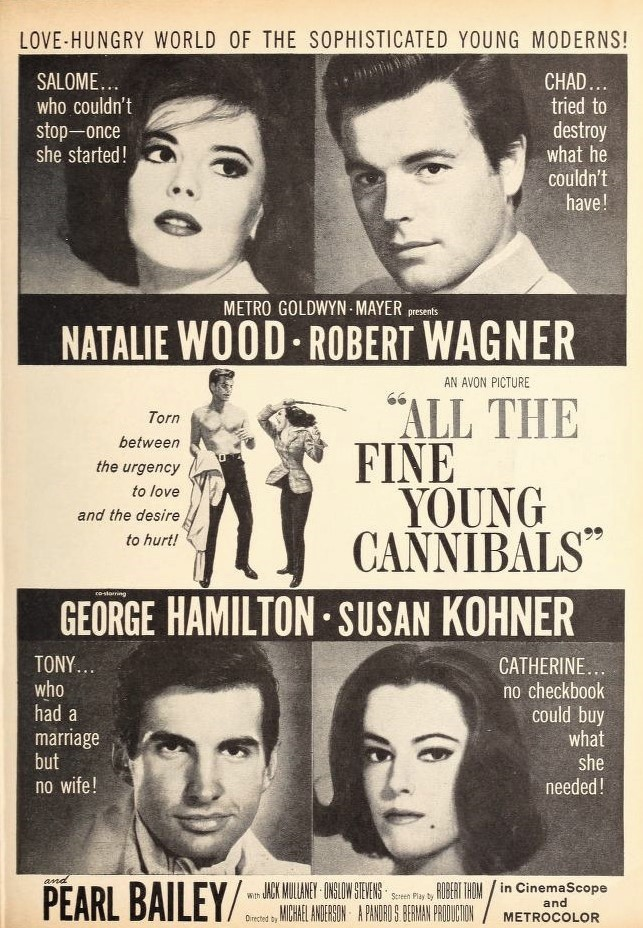
Az előkelő fiatal kannibálok főszereplői (1960)

Első apró filmszerepeit 1958-ban, 19 éves korában kapta. 1959-ben főszerepet játszott Denis Sanders rendező Crime & Punishment, USA című bűnügyi pszichodrámájában, amely Dosztojekvszkij Bűn és bűnhődés című klasszikus regényének cselekményét az 1950-es évek amerikai beatnik-környezetébe helyezte. Ezért a szerepéért 1960-ban megkapta a legjobb kezdő férfi színésznek járó Golden Globe-díjat. 1960-ban Michael Anderson Az előkelő fiatal kannibálok című zenés romantikus filmjében Robert Wagnerrel, Natalie Wooddal és Susan Kohnerrel együtt főszerepelt.
Az 1960-as években már úgy kezelték, mint jövendő nagy hollywoodi sztárt. A Metro-Goldwyn-Mayer stúdiószerződést kötött vele. Az Ahol a fiúk vannak (1960) című jellegzetes amerikai „college-komédiában” és a Fény a Piazzán (1962) c. románcban (itt Olivia de Havilland partnereként) romantikus főszerepeket kapott. Tehetségesen alakította a szívdöglesztő hősszerelmes karakterét. 
Igényesebb, összetettebb főszerepet kapott Gene Nelson rendező 1964-es Csalfa szív című zenés filmjében, amely Hank Williams (1923–1953) country-énekes és dalszerző életét dolgozta fel, itt Hamilton magát Hank Williamset alakíthatta.
Az évtized végén, amikor az „Új Hollywood” mozgalom (más néven „hollywwodi új hullám”) képviselőinek hatása erősödni kezdett, Hamilton kevesebb filmajánlatot kapott, így a televíziós szereplés felé fordult.
A következő évtizedben, még napjainkig is, Hamilton számtalan ismert televíziós filmben, sorozatban és szappanoperában játszott különféle karakterű, sikeres szerepeket. Gyilkost játszott két alkalommal, egyszer a Columbo sorozatban, egyszer a Dinasztia sorozat hatodik évadában (Joel Abrigore szerepében). Számos tévéfilm és B kategóriájú mozifilm főszerepét játszotta el. A mozivászonra is sikerült visszajutnia: az 1979-es Szerelem első harapásra című horrorparódiában a főszereplő Drakula grófot játszotta, az 1981-es Zorro, a penge c. kalandfilm-vígjátékban ő volt a címszereplő, Don Diego „Zorro” Vega. E filmek elkészítésében ben társproducerként is közreműködött. A legnagyobb filmprodukciókban azonban meg kellett elégednie mellékszerepekkel. Francis Ford Coppola A Keresztapa III. c. filmeposzában B.J. Harrisont, Don Corleone pénzügyi tanácsadóját alakította. Woody Allen 2002-es Hollywoody történet-ében is csak kisebb szerepet kapott. Michael Caton-Jones 1991-es Doc Hollywood-jában, Warren Beatty 1992-es Bulworth − Nyomd a sódert!-jében és Rob Reiner 2005-ös Azt beszélik-jében csak apró kámeaszerepeket kapott.
Az ezredforduló körül, filmes munkái mellett, több sikert aratott a Broadway-n, musicalek szereplőjeként. 2001–2007 között Billy Flynn szerepében remekelt a Chicago című musicalben.
2008-ban kiadta önéletrajzát, „Don’t Mind if I Do” címmel. Ekkor már középszerű színésznek tartották, aki túl van pályájának csúcsán.
Richard Loncraine rendező 2009-es Egyetlenem című filmje Hamilton ifjúságának történéseit dolgozza fel, beleszőve intim viszonyát apjának feleségével, June Howarddal. A film gyártásában Hamilton producerként működött közre, egy mellékszerepben önmaga is megjelent. A filmet a Berlini Nemzetközi Filmfesztiválon, a Berlinalén mutattak be. Ugyanebben az évben, 2009-ben bevállalta a szereplést a Celeb vagyok, ments ki innen! valóság-show eredeti brit változatának (I’m a Celebrity…Get Me Out of Here!) kilencedik évadában. A 2010-es években főleg tévésorozatokban tűnt fel, kisebb-nagyobb mellékszerepekben.

### Magánélete

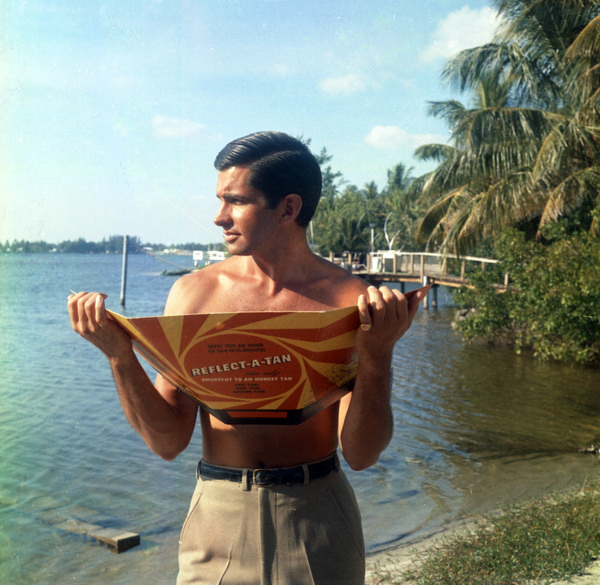
A „napbarnított” pózában (1965)

Színészi munkássága mellett Hamilton hírnevet szerzett a kamerán kívüli életstílusával is. Magas, vonzó külsejű, gyermekarcú fiatalember volt, a hollywoodi társasági élet kedvelt alakja. Kisportolt testű, mindig csábítóan mosolygó, szoknyavadász napbarnított szépfiúként tartották számon. Mindig elegánsan öltözött, rendszeresen szerepelt édesség- és kozmetikai reklámfilmekben. Télen-nyáron napbarnított volt, Bo Derek önéletrajza szerint Hamilton folyamatosan rivalizált férjével, John Derekkel, hogy melyikük a barnább. Hollywoodban Hamiltonra ráragasztották a „Tanned One” (napbarnított) becenevet. Igen mozgalmas szerelmi életet élt. Csapongó és laza életviteléről ő maga is gyakran önironikusan beszélt. Szokásait, rögeszméit, így az állandóan napbarnított bőrét is humoros gegként belevitte interjúiba, sőt még a KFC számára kitalált „Ropogós Sanders ezredes” (Crispy Colonel Sanders) reklámfigurájába is, ez utóbbi egy tréfás utalás Harland Sanders ezredesre, a General Hospital tévésorozatbeli Hamilton-szerepre.
 Külsejét, stílusát viselkedésmódját gyakran hasonlították Warren Beattyhez, akivel időnként össze is tévesztették.
Az 1960-as évek közepén Hamilton Lynda Bird Johnsonnal (*1944), a hivatalban lévő amerikai elnöknek, Lyndon B. Johnsonnak idősebbik leányával járt.
1972–1975 között Alana Stewart (*1945) modellel élt házasságban, 1974-ben megszületett közös fiuk, Ashley Hamilton. Válása után többé nem nősült meg, ehelyett változatos színésznőkkel és fotomodellekkel élt hosszabb-rövidebb ideig. 1999-ben egy Kimberly Blackford nevű fotómodelltől született egy második fia, George Thomas Hamilton. Később mindkét fiú katonatiszti pályára lépett.
A 2010-es évek elején (2013-ig) Hamilton egy Barbara Sturm nevű düsseldorfi ortopédistával és kozmetikai vállalkozóval élt, ebben az időben gyakran járt és hosszabban időzött Németországban.

### Kapcsolata Imelda Marcosszal

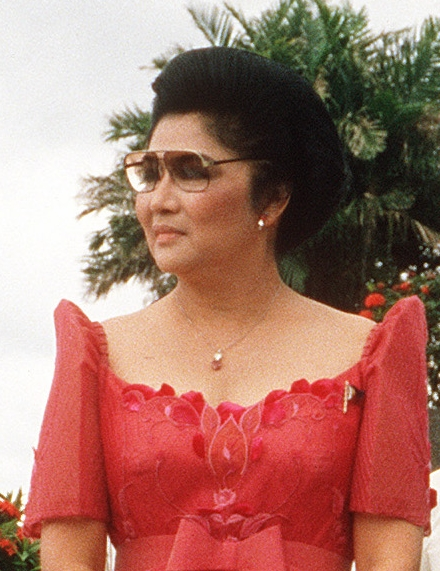
Imelda Marcos (1984)

Hamiltont közismerten szoros személyes kapcsolat fűzi Imelda Marcoshoz (*1929), Ferdinand Marcosnak (1917–1989), a Fülöp-szigetek egykori diktátor-elnökének özvegyéhez, és több évtizedes üzleti kapcsolatban áll a Marcos oligarcha-családdal.
Hamilton még az 1980-as évek elején ismerkedett meg Imelda Marcosszal, és bensőséges kapcsolatba kerültek. A sajtóban intim kapcsolatra utaló találgatások is megjelentek. Ebben az időben az elnökné azon fáradozott, hogy országában megalapítson egy, a cannes-i filmfesztivállal összemérhető nagy nemzetközi filmszemlét, és ehhez Hamilton tanácsát is kikérte. Az elnökné bőkezűen szórta az állami pénzeket kedvenc projektjeire. Az élet napfényes oldalát kedvelő Hamilton a bizalmas baráti körébe került. Az 1986-os forradalom nyomán Marcosék az Egyesült Államokba emigráltak. Nyomozás indult a Fülöp-szigeteki államkasszából hiányzó összegek miatt, melyeket a Marcos házaspár illegálisan amerikai és svájci magánbankszámlákra utalt. Kiderült, hogy Hamilton is részt vett – strómanként – ilyen pénzügyi tranzakcióban. Egy amerikai államügyész bűnrészességgel gyanúsította, és kihallgatta. Hamilton beismerte, hogy több millió dolláros hitelt kapott egy Marcos-közeli banktól, amelyből nagy értékű ingatlant vásárolt Beverly Hillsben, ennek fejében a bank finanszírozta Hamilton filmjét Douglas MacArthur tábornok koreai háborús élményeiről. Egyezséget kötött: tanúvallomást tett, cserébe nem vádolták meg. A Fülöp-szigeteki pénzből vásárolt ingatlanát visszaadta a manilai kormánynak. Az ügy részleteiről Hamilton nem nyilatkozik a sajtónak. Marcos exelnök meghalt, még mielőtt perbe fogták volna. Özvegye, Imelda Marcos ellen később megszüntették az eljárást.

## Filmszerepei
- 1958: The Veil, tévé-minisorozat; Krishna Vernoy
- 1959: The Adventures of Rin Tin Tin, tévésorozat; Elwood Masterson
- 1959: Cimarron City, tévésorozat; Tom Wolcott
- 1959: Crime & Punishment, USA; Robert
- 1960: Haza a dombról (Haza a dombról); Theron Hunnicutt
- 1960: Az előkelő fiatal kannibálok (All the Fine Young Cannibals); Tony McDowall
- 1960: Ahol a fiúk vannak (Where the Boys Are); Ryder Smith
- 1961: Ki nem mondott szeretet (By Love Possessed); Warren Winner
- 1961: A Thunder of Drums; Curtis McQuade hadnagy
- 1962: Fény a Piazzán (Light in the Piazza); Fabrizio Naccarelli
- 1962: Buszmegálló (Bus Stop), tévésorozat; névtelen szereplő
- 1962: Egy amerikai Rómában (Two Weeks in Another Town); Davie Drew
- 1963: The Victors; Theodore Trower
- 1963: Act One; Moss Hart
- 1964: Looking for Love; önmaga
- 1964: Csalfa szív (Cheatin’ Heart); Hank Williams
- 1964–1965: Burke’s Law, tévésorozat; Clint Perry / Little John Lester
- 1965: Viva Maria; Flores
- 1966: Búcsú a fegyverektől (A Farewell to Arms); tévé-minisorozat; Frederick Henry hadnagy
- 1966: L’homme de Marrakech; George
- 1999: Baywatch, tévésorozat; Earl Self
- 1967: A Time for Killing; Dorrit Bentley százados
- 1967: Off to See the Wizard; tévésorozat; Lee Ragdon
- 1968: Az erő (The Power); sci-fi film; Jim Tanner
- 1969: The Last of the Powerseekers, tévéfilm; Duncan Carlyle
- 1969–1970: The Survivors, tévésorozat; Duncan Carlyle
- 1970: Paris 7000, tévésorozat; Jack Brennan
- 1970: Togetherness; Jack DuPont
- 1971: Evel Knievel; Evel Knievel
- 1973: A férfi, aki szerette a táncoló macskát (The Man Who Loved Cat Dancing); Willard Crocker
- 1975: Medusa; Jeffrey
- 1975: The Dead Don’t Die, tévéfilm; Don Drake
- 1976: Police Story, tévésorozat; Chris De Lucia
- 1977: Gyökerek (Roots), tévésorozat; Stephen Bennett
- 1977: The Strange Possession of Mrs. Oliver; tévéfilm; Greg Oliver
- 1977: Sextett (Sextette); Vance Norton
- 1978: The Magnificent Hustle; Mr. Hightower
- 1979: Institute for Revenge, tévéfilm; Alan Roberto
- 1979: Pokoltól a győzelemig (Contro 4 bandiere); Maurice Bernard
- 1979: Szerelem első harapásra (Love at First Bite); Dracula gróf
- 1979: Sword of Justice, tévésorozat; Paul Franks
- 1979: The Seekers; tévé-minisorozat; Hamilton Stovall hadnagy
- 1980: The Great Cash Giveaway Getaway, tévéfilm; Mr. Hightower
- 1981: Zorro, a penge (Zorro: The Gay Blade); Don Diego Vega / Bunny Wigglesworth
- 1983: Malibu, tévéfilm; Jay Pomerantz
- 1985: Two Fathers’ Justice, tévéfilm; Trent Bradley
- 1985-1986: Dinasztia (Dynasty); tévésorozat; Joel Abrigore
- 1986: Monte Carlo, tévé-minisorozat; Harry Price
- 1987: Spies; tévésorozat; Ian Stone
- 1987: Poker Alice, tévéfilm; John Moffit kuzin
- 1990: A Keresztapa III. (The Godfather Part III); B.J. Harrison
- 1975–1990: Columbo, tévésorozat; Dr. Mark Collier / Wade Anders
- 1991: Doc Hollywood; Dr. Halberstrom
- 1992: Volt egyszer egy gyilkosság (Once Upon A Crime); Alfonso de la Pena
- 1992: Diagnosis Murder: The House on Sycamore Street; tévéfilm; J.D. Gantry / Harry Lennox
- 1992: Hearts Afire, tévésorozat; önmaga
- 1993: Micsoda férfi (Amore!); Rudolpho Carbonera
- 1993: Das Paradies am Ende der Berge, tévéfilm; Earl Henry von Hohenlodern
- 1994: Együtt az igazságért (Two Fathers: Justice for the Innocent); tévéfilm; Bradley
- 1994: A medál hatalma ( Double Dragon); a tévésztár
- 1995: Az eltűnt (); tévéfilm; Malcolm Patterson
- 1996: Playback; Gil Braman
- 1996: The Naked Truth; tévésorozat; önmaga
- 1996: Halálbiztos diagnózis (Diagnosis Murder); tévésorozat; Craig Wohlman
- 1996: Dave világa (Dave’s World), tévésorozat; George Hamilton (önmaga)
- 1996: Nyomoz a páros: A hasonmás (Hart to Hart: Till Death Do Us Hart), tévéfilm; Karl Von Ostenberg
- 1996: Bűntudat (The Guilt), tévésorozat; Alan Van Buren
- 1997: Botránytévé (Meet Wally Sparks); George Hamilton (önmaga)
- 1997: Micsoda fejetlenség! – 8 fej egy szatyorban (8 Heads in a Duffel Bag); Dick Bennett
- 1997: Önkéntes lovasság (Rough Riders); tévé-minisorozat; William Randolph Hearst
- 1998: Bulworth – Nyomd a sódert! (Bulworth); George Hamilton (önmaga)
- 1998: Hozd a sámlit! (She’s Too Tall); Alonso Palermo
- 1998: Casper és Wendy (Casper Meets Wendy); Desmond Spellman
- 1999: Barnum Cirkusz (P.T. Barnum); tévéfilm; Francis Olmsted
- 2000: Nash Bridges – Trükkös hekus (Nash Bridges); tévésorozat; Raymond Peck
- 1999–2000: Nőrület (Ladies Man); Don Rio Sepulveda
- 2002: Reflections of Evil; Duncan Carlyle
- 2002: Hollywoody történet (Hollywood Ending); Ed   - rend. Woody Allen
- 2004: Nyomoz az anyuci (); tévéfilm; Woody Prentice
- 2004: Las Vegas; tévésorozat; Bernard Taylor
- 2004: Karácsonyi száguldás (A Very Cool Christmas); tévéfilm; a Mikulás (Santa Claus)
- 2005: The L.A. Riot Spectacular; Beverly Hills királya
- 2008: Halottnak a csók (Pushing Daisies); tévésorozat; Ned papája
- 2012: Melvin Smarty; bérgyilkos /mexikói ezredes
- 2013: Vérmes négyes (Hot in Cleveland); tévésorozat; Robin
- 2013: Kutya egy ünnep (Holiday Road Trip); tévéfilm; Max
- 2016: Az élet csajos oldala (2 Broke Girls); tévésorozat; Bob
- 2016: The Congressman; Laird Devereaux
- 2016: Silver Skies; Phil
- 2018: General Hospital, tévésorozat; Harland Sanders ezredes
- 2019: Grace és Frankie (Grace és Frankie), tévésorozat; Jack
- 2017–2019: Anyaság túlsúlyban (American Housewife); tévésorozat; Spencer Blitz

## Producerként
- 1971: Evel Knievel; producer
- 1973: Medusa; producer
- 1979: Szerelem első harapásra (Love at First Bite); executive producer
- 1981: Zorro, a penge (Zorro: The Gay Blade); producer
- 2009: Egyetlenem (My One and Only); executive producer
- 2011: The Last Resort; producer
- 2015: Being Evel; executive producer

## Kiadott könyvei
- ↑ minkoff:  George Hamilton, Alysse Minkoff. Life’s Little Pleasures (angol nyelven) (1998). ISBN 978-1575440866
- ↑ stadiem:  George Hamilton, William Stadiem. Don’t Mind if I Do. A Memoir (angol nyelven). Simon and Schuster (2008). ISBN 978-1-4165-4502-6. Hozzáférés ideje: 2022. december 31.

## További információ
- George Hamilton a PORT.hu-n (magyarul)
- George Hamilton az Internetes Szinkronadatbázisban (magyarul)
- George Hamilton az Internet Movie Database-ben (angolul)
- George Hamilton a Rotten Tomatoeson (angolul)
- George Hamilton. Filmkatalógus.hu (magyarul)
- George Hamilton az AlloCiné weboldalán (franciául)
- George Hamilton Profile (angol nyelven). famousfix.com. (Hozzáférés: 2023. február 28.)